# Gobernación Norte
La Gobernación Norte (en árabe المحافظة الشمالية, transliterado: Al-Muhafazah ash-Shamaliyah) es una de las cinco gobernaciones de Baréin. 
Incluye las antiguas municipalidades de Al Mintaqah al Gharbiyah, Al Mintaqah al Wusta, Al Mintaqah al Shamaliyah, Jidhafs y Madinat Hamad.